# ساكي ناكاجيما (ممثلة)
ساكي ناكاجيما (باليابانية: 中島早貴؛ بالكانا: なかじま さき) هي تارينتو ومغنية وممثلة يابانية، ولدت في 5 فبراير 1994 في مدينة سايتاما في اليابان.

## وصلات خارجية
- الموقع الرسمي
- ساكي ناكاجيما (ممثلة) على موقع IMDb (الإنجليزية)
- ساكي ناكاجيما (ممثلة) على موقع ميوزك برينز (الإنجليزية)
- ساكي ناكاجيما (ممثلة) على موقع ديسكوغز (الإنجليزية)
- ساكي ناكاجيما (ممثلة) على موقع قاعدة بيانات الفيلم (الإنجليزية)